# Palazzo Reale (quartiere)

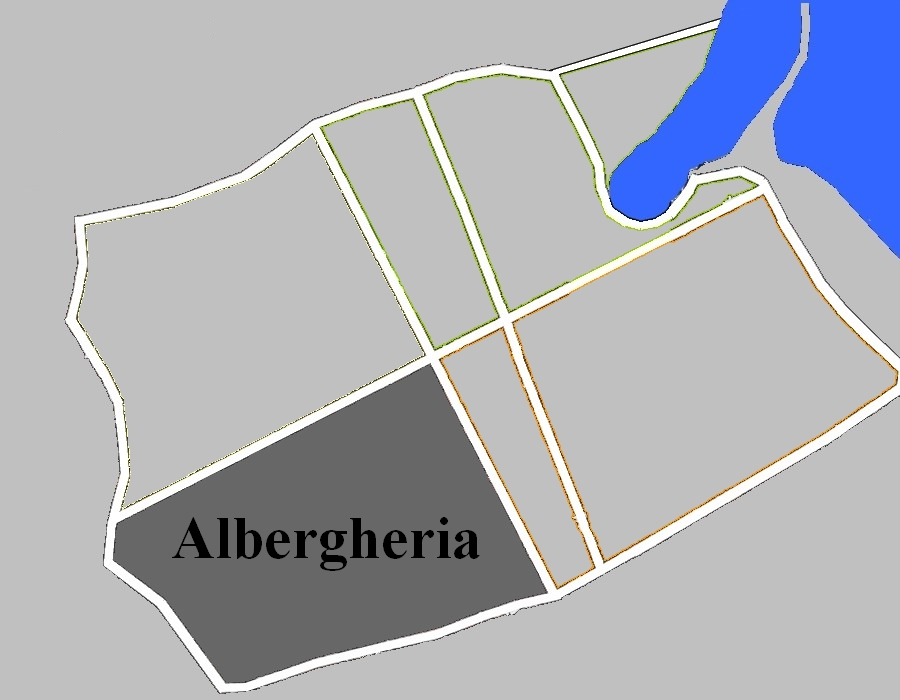
Il rione all'interno del centro storico

Palazzo Reale, noto anche come Albergheria o Albergaria, è un quartiere (mandamento) del comune di Palermo.
È situata nel centro storico della città ed è uno dei quattro rioni storici della I Circoscrizione.

## Confini
Esso è delimitato da:
- Via Maqueda
- Corso Vittorio Emanuele
- Corso Tukory
- Corso Re Ruggiero

## Descrizione
È forse il quartiere più ricco di storia della città infatti include anche il Palazzo Reale, da sempre residenza dei sovrani di Sicilia. Nella sua area i primi Fenici fondarono la città e vi stabilirono i primi centri direzionali. Al suo interno correva il fiume Kemonia, attualmente sotterraneo.
La zona, denominata ufficialmente Mandamento Palazzo Reale, quindi è la più antica della città ma in realtà la configurazione attuale si deve al periodo rinascimentale, dopo il taglio di Via Maqueda dopo il quale vediamo grandi stravolgimenti urbanistici ed architettonici.
Per lungo tempo è stato un quartiere estremamente degradato, solo nell'ultimo decennio è stato riscoperto ed è in corso di riqualificazione.
Al suo interno vi si tiene il celebre mercato storico di Ballarò.

## Simboli
L'Albergheria avrebbe avuto quale stemma una «serpe di verde che in sé attortigliato sta ritto in campo d'oro»

## Monumenti
- Camera delle meraviglie

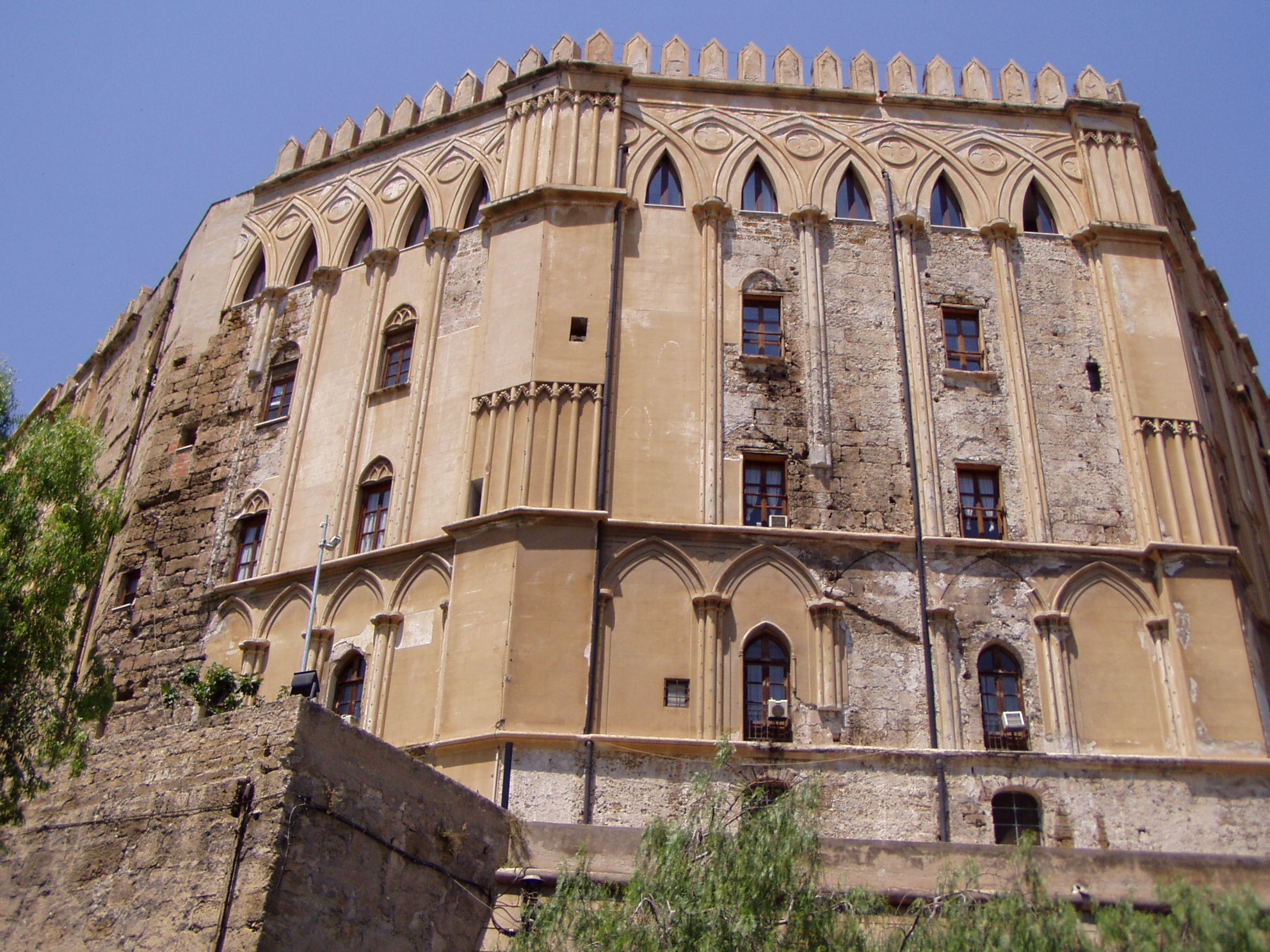
Palazzo dei Normanni, detto anche Palazzo Reale

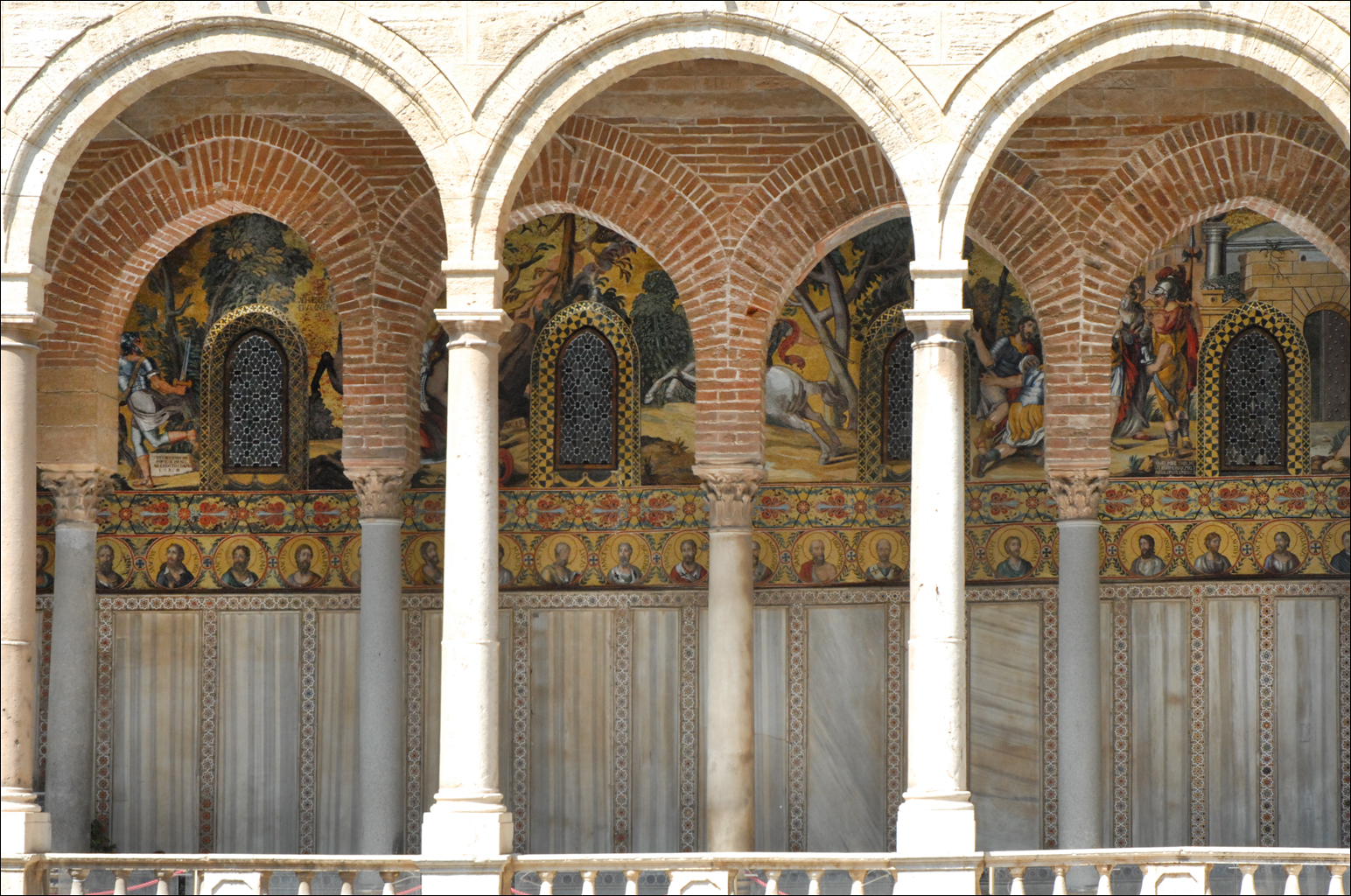
Portico della Cappella Palatina.

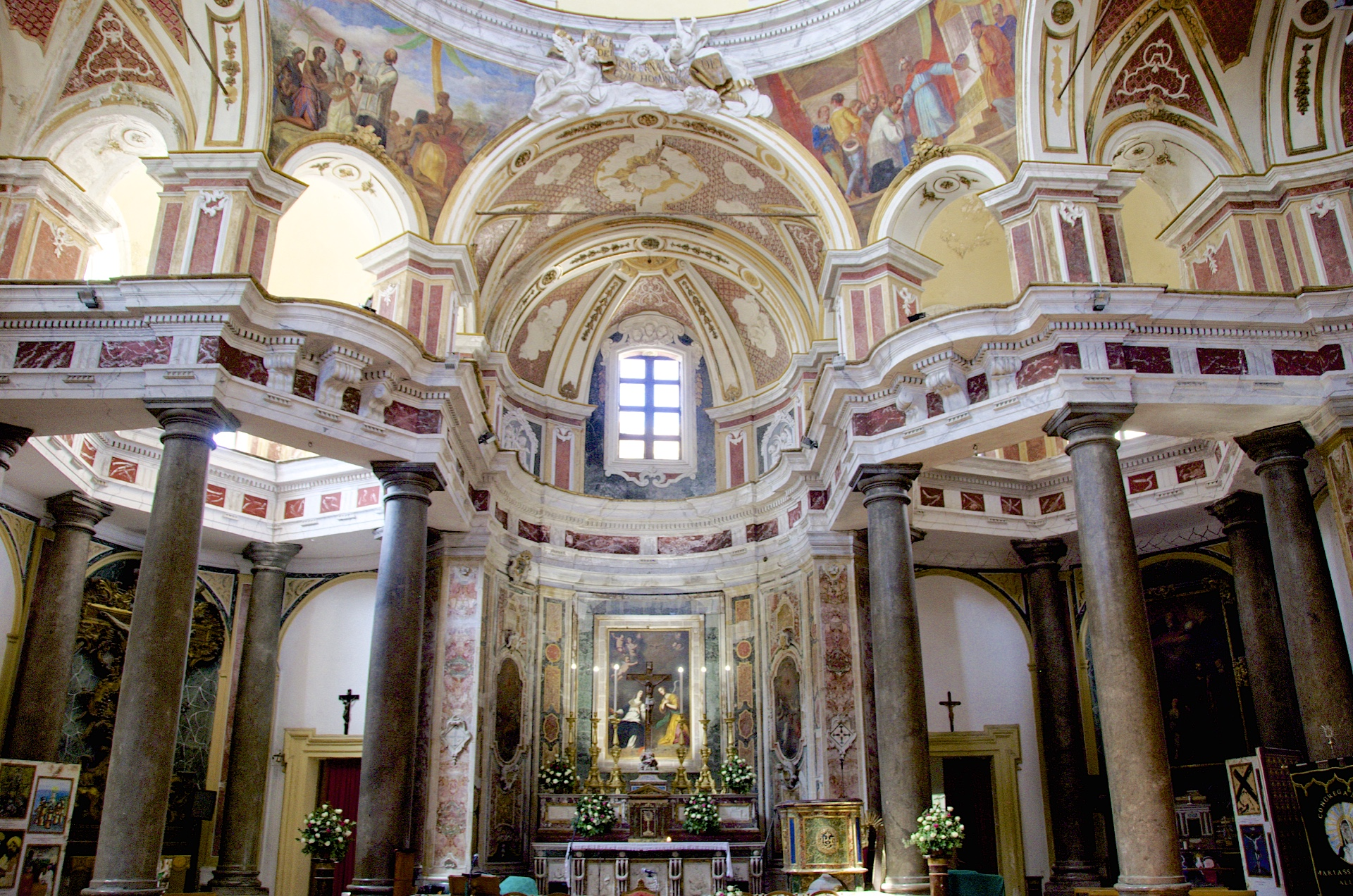
Interno della chiesa di San Francesco Saverio.

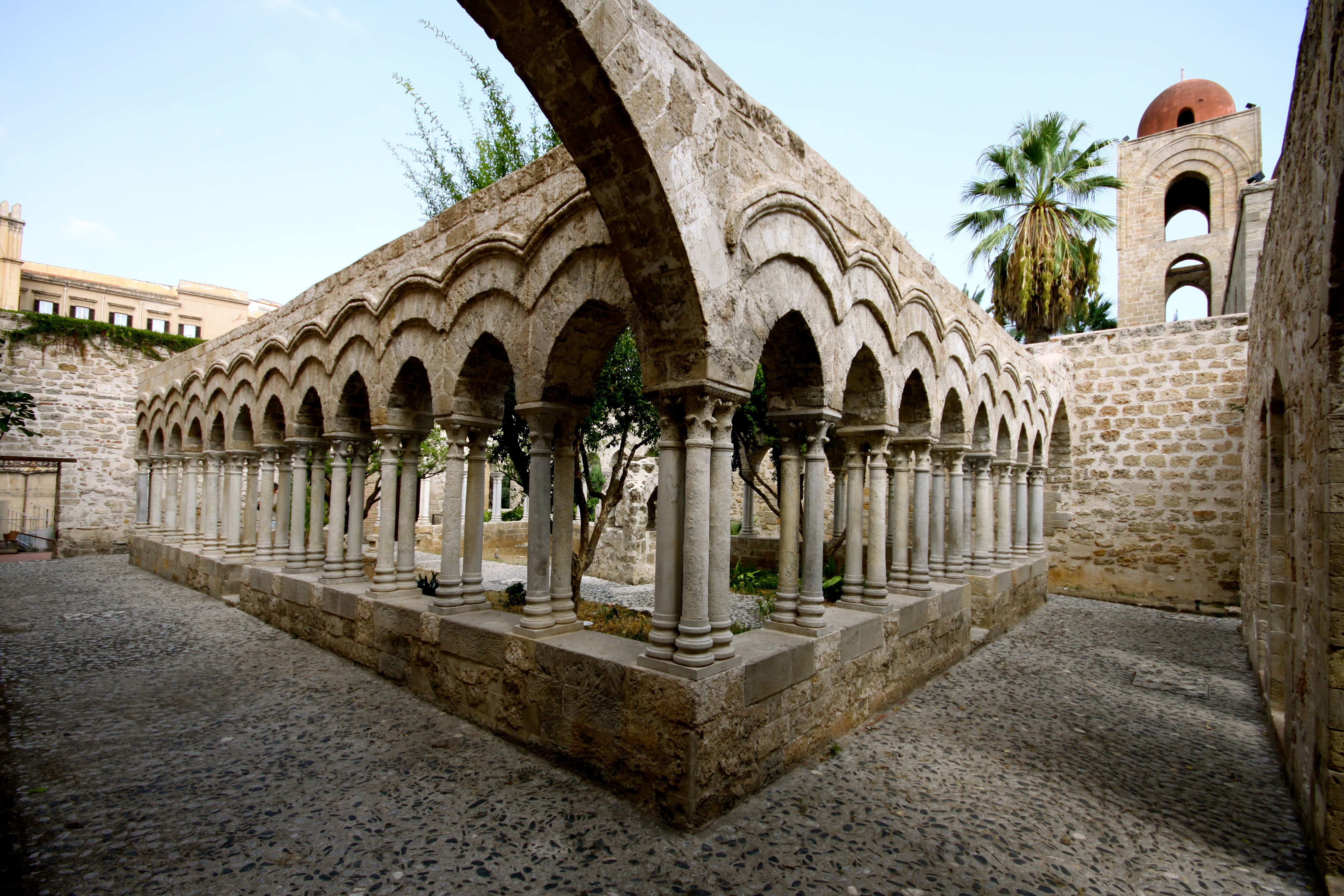
Chiostro di Chiesa di San Giovanni degli Eremiti.

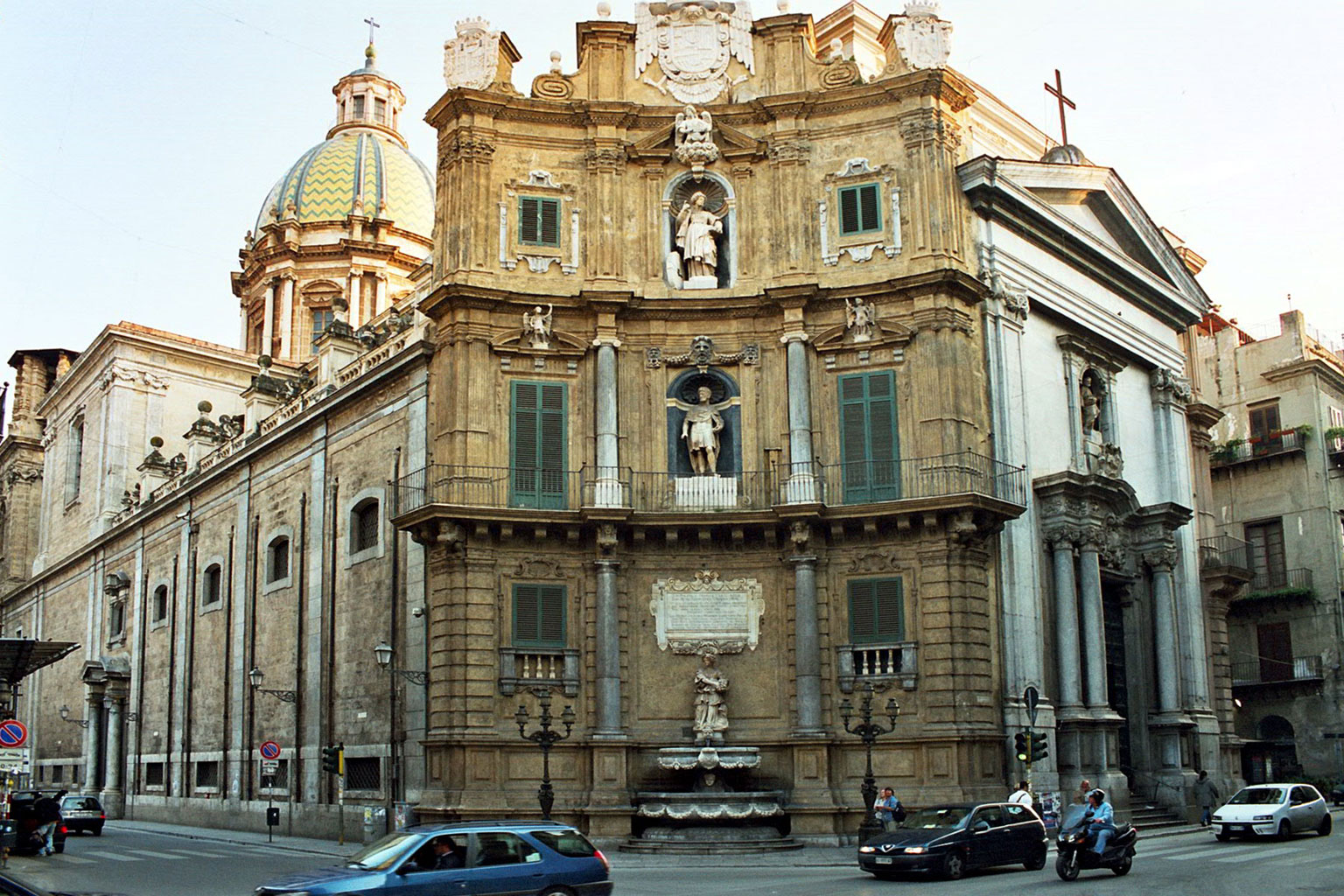
Veduta della chiesa di San Giuseppe dei Teatini.

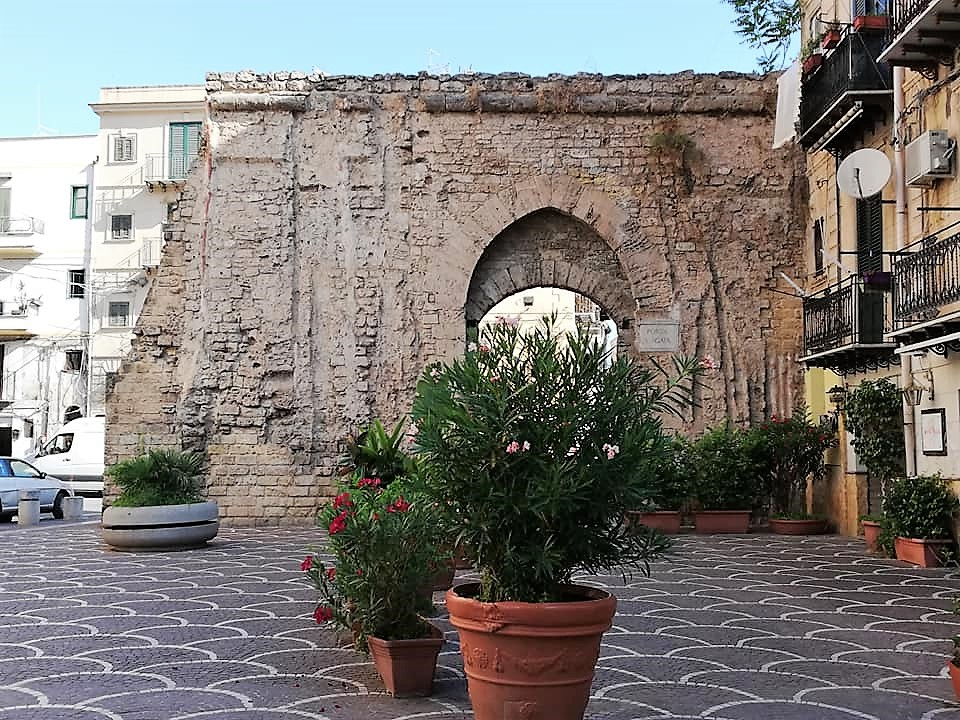
Porta Sant'Agata.

- Cappella Palatina e chiesa di Santa Maria delle Grazie
- Chiesa del Gesù e Casa Professa dei Gesuiti
- Chiesa di San Michele Arcangelo
- Chiesa di San Leonardo de' Indulciis
- Chiesa dei Santi Crispino e Crispiniano degli Andalusi
- Chiesa di San Demetrio e Cappella di Maria Santissima della Soledad
- Chiesa di San Francesco Saverio e Casa di Terza Probazione dei Gesuiti
- Chiesa di San Giorgio in Kemonia
- Chiesa di San Giovanni degli Eremiti
- Chiesa di Santa Maria dell'Itria
- Chiesa di San Giuseppe dei Teatini e Casa dei Teatini, Chiesa di Maria Santissima della Provvidenza
- Chiesa della Confraternita del Crocifisso all'Albergheria
- Chiesa dell'Annunziata a Porta Montalto, chiostro del convento dell'Ordine dei frati minori conventuali
- Chiesa della Compagnia della Santa Spina
- Chiesa di San Giovanni Decollato
- Chiesa di San Giovanni dell'Origlione e monastero dell'Ordine benedettino
- Chiesa di Santa Chiara e monastero
- Chiesa di Santa Elisabetta e monastero del Terzo ordine regolare di San Francesco. Le strutture sono state adibite a sede degli Uffici della Squadra Mobile
- Chiesa di Sant'Agata dei Careri
- Chiesa della Compagnia di Sant'Alberto al Carmine
- Chiesa di Sant'Anna alla ruga delli formaggi
- Chiesa della Congregazione dei Santi Elena e Costantino
- Chiesa di Sant'Isidoro Agricola
- Chiesa del Carmine Maggiore
- Chiesa di Sant'Orsola
- Oratorio di Sant'Alberto al Carmine Maggiore
- Oratorio della Santissima Annunziata dei Nobili
- Oratorio del Carminello
- Oratorio delle Dame o del Giardinello presso la Casa Professa
- Oratorio dei Santi Elena e Costantino
- Oratorio di San Giuseppe dei Falegnami ai Teatini
- Oratorio della Madonna del Fervore
- Oratorio della Madonna del Rifugio dei Peccatori Pentiti
- Oratorio di Santa Maria Maggiore
- Oratorio di San Mercurio
- Oratorio di San Nicolò di Tolentino
- Oratorio di Sant'Orsola
- Oratorio della Croce e Martorio di Cristo detto del «Sabato»
- Ballarò mercato storico rionale
- Palazzo dei Normanni
- Palazzo Sclafani
- Palazzo Conte Federico
- Piazza Bologni
- Palazzo Speciale
- Piazza Vittoria
- Piazza del Parlamento
- Porta Montalto
- Porta Sant'Agata
- Villa Bonanno